# Quercus introgressa
Quercus introgressa är en bokväxtart som beskrevs av P.M.Thomson. Quercus introgressa ingår i släktet ekar, och familjen bokväxter.
Artens utbredningsområde är Missouri. Inga underarter finns listade.